# Mocuba (distrito)
Mocuba é um distrito situado no centro da província da Zambézia, em Moçambique, com sede na cidade de Mocuba. Tem limite, a norte com o distrito de Lugela, a noroeste com o distrito de Milange, a oeste com o distrito de Morrumbala, a sul com os distritos de Nicoadala e Namacurra, a leste com o distrito de Maganja da Costa e a nordeste com o distrito de Ile. 
Em 2007 Mocuba, com 300 628 residentes, era o terceiro distrito com mais população na Zambézia, só sendo ultrapassado pelos vizinhos Milange e Morrumbala.

## Demografia

### População
O Censo de 2007 indicou uma população de 300 628 residentes. Com uma área de 8803  km², a densidade populacional rondava os 34,15 habitantes por km². Esta população representa um aumento de 40,0% em relação aos 214 748 habitantes registados no Censo de 1997.
| 1980    | 1997    | 2007    |
| 146 511 | 214 748 | 300 628 |

## Divisão administrativa
O distrito possui um município, Mocuba, e está dividido por três postos administrativos: Mocuba, Mugeba e Namajavira. Estes estavam, em 2007, subdivididos em 5 localidades:
- Município de Mocuba
- Posto Administrativo de Mocuba: 
  - Mocuba-Sede
  - Munhiba
- Posto Administrativo de Mugeba: 
  - Muaquiua
  - Mugeba
- Posto Administrativo de Namanjavira: 
  - Alto Benfica
  - Namanjavira

De notar que em 1998 a cidade de Mocuba, até então uma divisão administrativa que compreendia a maior parte do posto administrativo de Mocuba, foi elevada à categoria de município.